# Boris Spaski
Boris Vasiljevič Spaski (Lenjingrad, 30. siječnja 1937. – Moskva, 27. veljače 2025.), bio je sovjetski i ruski šahist, velemajstor i svjetski šahovski prvak.

## Životopis
Bio je svjetskim šahovskim prvakom od 1969. do 1972. Osim toga, završio je filološki fakultet, studij žurnalistike. Majstor je postao 1952., međunarodni majstor 1953., a velemajstor 1955. godine. 
Svjetskim prvakom postao je pobjedivši Tigrana Petrosjana 1969. (koji ga je porazio tri godine prije), a naslov je izgubio tri godine kasnije u Meču stoljeća protiv Bobbyja Fischera. 
S istim rezultatom Spaski je odigrao još jedan neslužbeni meč s Fischerom 1992. u Jugoslaviji koji je pobudio interes šire javnosti jer je to bio prvi Fischerov turnir nakon 20 godina izbivanja sa šahovske scene. Unatoč dvama porazima od Fischera, Spaski je s njim zadržao prijateljske odnose.  

### Smrt
Preminuo je 27. veljače 2025. u 89. godini života.

## Rezultati
Uz Smislova, jedini je igrač koji je dvaput uzastopno pobijedio u mečevima turnira kandidata:
- 1966.: Keres - 6 : 4, Geller - 5½ : 2½, Talj - 7 : 4. Te godine gubi meč za prvaka svijeta od Petrosjana 11½ : 12½;
- 1968.: Geller - 5½ : 2½, Larsen - 5½ : 2½, Korčnoj - 6½ : 3½.

1969. pobjeđuje Petrosjana 12½ : 10½ i postaje 10. prvak svijeta u šahu.
Titulu je izgubio u meču s američkim velemajstorom Bobbyjem Fischerom, koji ga je u čuvenom meču u Reykjaviku 1972. pobijedio rezultatom 12½ : 8½.